# Sydostbrotten (fyr)
Sydostbrotten är en svenskbyggd kassunfyr i Norra Kvarken. Själva fyren är placerad på Vernersgrund något öster om själva grundet Sydostbrotten. Den ersatte fyrskeppet nr. 33 Sydostbrotten 1963.